# Don’t Tell Me (singel Madonny)
Don’t Tell Me – drugi singel promujący ósmy album Madonny Music. Piosenka została wydana pod koniec listopada 2000 roku w Europie i w styczniu 2001 roku w USA. Opóźnienie z jakim wydano piosenkę w Stanach Zjednoczonych było spowodowane ogromnym sukcesem jakim pod koniec 2000 roku cieszył się tam jeszcze singel Music. Piosenka została bardzo dobrze przyjęta przez publikę. Singel sprzedał się na całym świecie w nakładzie ponad 1 mln egzemplarzy.
Utwór w oryginale został napisany przez szwagra Madonny, Joe Henry'ego i nosił tytuł "Stop". Jego żona, Melanie – siostra Madonny – wysłała demo piosenki siostrze, która nagrała następnie własną wersję z Mirwaisem Ahmadzaï i umieściła ją na albumie Music. Pierwsza wersja piosenki w wersji Henry'ego również ujrzała światło dzienne, bowiem ukazała się na jego albumie Scar wydanym w 2001 roku.
Teledysk ukazuje Madonnę idącą po taśmie w tle dzikiego zachodu. Madonna także tańczy z piosenkarzami w tym samym tle.

## Listy sprzedaży
| Kraj              | Najwyższa pozycja | Sprzedaż |
| ----------------- | ----------------- | -------- |
| Australia         | 7 (2 tygodnie)    | 70 000   |
| Austria           | 12                | -        |
| Brazylia          | 1                 | -        |
| Europa            | 2                 | -        |
| Francja           | 16                | 110 000  |
| Hiszpania         | 2                 | -        |
| Japonia           | 4                 | -        |
| Kanada            | 1                 | 35 000   |
| Niemcy            | 22                | 115 000  |
| Norwegia          | 6                 | -        |
| Szwajcaria        | 11                | -        |
| Szwecja           | 12                | -        |
| Stany Zjednoczone | 4 (2 tygodnie)    | 385 000  |
| Wielka Brytania   | 4                 | 175 000  |
| Włochy            | 1                 | 50 000   |